# Aon Center
L'Aon Center (200 East Randolph Street) és un gratacel situat a Chicago, Illinois que va ser completat el 1972. Amb 346.3 m d'altura i 83 plantes, és el segon edifici més alt de la ciutat després de la Sears Tower, i el tercer més alt dels Estats Units després de l'Empire State Building. Anteriorment se'l coneixia com a AMOCO building (edifici AMOCO).